# San Martín de Gilapata
San Martín de Gilapata es uno de los 5 centros poblados y 13 anexos del Distrito de San Marcos de Rocchac que conforma parte de la provincia de Tayacaja, ubicada en el departamento de Huancavelica, en el Sur del Perú.

## Toponimia
La tradición local indica que el topónimo quechua Gila, se habría originado presuntamente de la fruta silvestre más reconocida en esos lares que es la Gila, y de la voz quechua Pata, que representaría o daría como significado a una pampa con un abismo. Sin embargo esta versión no tiene sustento etimológico, pero es la más ideal.
Una etimología más aceptable, e incluso compatible con la tradición local, es que Gilapata provenga de la unión de estas dos características Gila y Pata, ya que antes de ser poblada cuenta que en ese lugar crecía demasiada esta fruta silvestre y el lugar como es una pampa cercana a un abismo, que se rodea de puquiales. Cabe recalcar que este fruto silvestre aun crece a sus alrededores del pueblo.

## Historia
El Centro Poblado de San Martin de Gilapata fue proclamada como tal el 24 de mayo de 2018, mediante ley N° 27972, en el gobierno del Presidente Pedro Pablo Kuczynski. En conjunto con la Gestión Edil Distrital 2019 - 2022 de  San Marcos de Rocchac.

## Reseña histórica
La comunidad campesina de San Martin de Gilapata fue creado el 20 de diciembre de 1985 mediante Resolución N° 0098,conformado por toda la población en general. El comité de distritalización junto al pueblo ha escrito brillantes páginas de la historia y con un trabajo ejemplar digno de imitar, cumplió con digna misión que el pueblo le encomendó,estas huellas hemos de seguir.
Cabe destacar que esta fecha se conmemora todos los 26, 27, 28 y 29 de julio de todos los años, con festividades y costumbres del lugar.

## Marco Territorial
Este centro poblado está ubicado dentro del distrito de San Marcos de Rocchac, provincia de Tayacaja, en la región de Huancavelica, teniendo como frontera al distrito de Salcabamba (Cedropampa, Pucayacu). El centro poblado de Gilapata es parte de los 13 anexos, cuyo 5 anexos son centros poblados. Los anexos mas conocidos como Comunidad Campesina son, Anexo de Vista Alegré, Anexo de Chacapampa, Anexo de Huanquilca, Anexo de Jatun Corral de Santa Rosa, Anexo de Palcayacu, Anexo de Paccha, Anexo de Trancapampa, y los denominado y reconocidos como centros poblados son los siguientes; Centro Poblado de Quimllo, Centro Poblado de San Martín de Gilapata, Centro poblado La Unión Chilche, Centro Poblado Montecolpa, Centro Poblado San Isidro de Acobamba, Centro Poblado Los Libertadores de Huari y el Distrito San Marcos de Rocchac. Todo esta masa de comunidades conforman el distrito de San Marcos de Rocchac.

## Datos Generales
- Centro Poblado: San Martin De Gilapata
- Distrito: San Marcos De Rocchac
- Provincia: Tayacaja
- Departamento: Huancavelica
- Código UBIGEO: 907160009
- ID del Centro poblado: 9
- Categoría N°: 6
- Segunda categoría: Anexo
- Clasificación según INEI: Rural
- Latitud: -74.84864
- Longitud: -12.107304

## Servicios Educativos
Gilapata sí cuenta con Centros Educativos en:
- Inicial

IE I. N° 294 GILAPATA
- Primaria:

I.E N° 31235 GILAPATA

## Autoridades

### Municipales
- 2023 - 2026[3]
  - Alcalde: Pedro Rivera Tito
  - Regidores:

  1. Clotilde Trucios Gonzales
  2. Humberto Tito Medina
  3. Soledad Gonzales Catay
  4. Fredy Huaman Catay
  5. Jimena Lavado Catay

### Locales
- 2025 - 2026[3]
  - Presidente: David Rivera Huanasca
  - Directiva Comunal:

  1. Humberto Manuel Tito Medina
  2. Jacob Nehemias Zaravia Sullca
  3. Maryluz Hiena Ramos Revollar
  4. Cesar Aparicio Sullca Huaman
  5. Josefina Maria Rivera Rojas
  6. Beatriz Rayda Zaravia Misiyauri